# Urbicaria (eparchia)
L'eparchia Urbicaria (in greco Ἐπαρχία Οὐρβικαρίας) è stata una delle cinque eparchie (province) dell'Italia bizantina, attestata dalla Descriptio orbis romani di Giorgio Ciprio. Si ritiene che si estendesse sull'Italia tirrenica centro-settentrionale, con forse incluso parte dell'Abruzzo, se l'identificazione di Βριττίων con Aprutium (odierna Teramo) è corretta.

## Estensione geografica

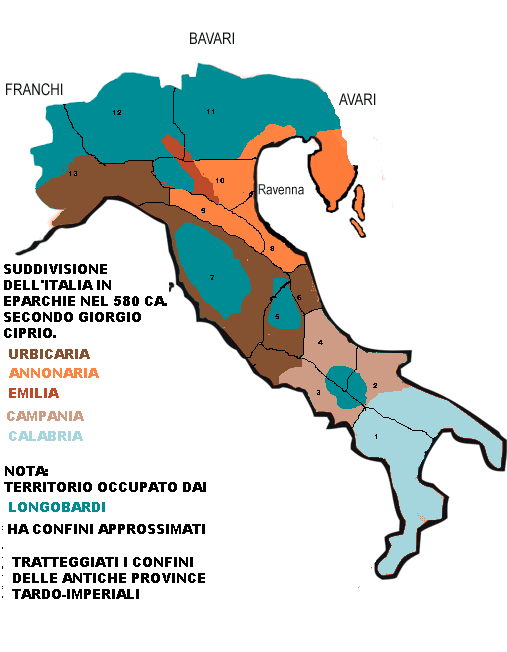
L'Italia nel 580, suddivisa in eparchie, secondo Giorgio Ciprio. Cartina basata sulla ricostruzione di Pier Maria Conti, non esente da critiche. In marrone scuro, l'eparchia Urbicaria.

Secondo Giorgio Ciprio, l'eparchia Urbicaria, oltre al capoluogo Roma (Ῥώμη), comprendeva le seguenti città:
- Βριττίων (per Petracco andrebbe identificata con l'odierna Montelibretti in provincia di Roma mentre Conti propone l'identificazione con l'odierna Teramo)
- Μικαυρία (per Formentini andrebbe identifica con l'odierna Nicola, frazione di Ortonovo in Provincia della Spezia, mentre Conti propone l'identificazione con l'odierno Mugello)
- Λούνη (identificata con l'odierna Luni)
- Νεάπολις (per Conti andrebbe identificata con Novara mentre altri propongono l'identificazione con Noli o con Savona)
- Γάραντα (per Conti andrebbe identificata con la mansio di Quadrata nei pressi di Verolengo mentre altri studiosi hanno proposto l'identificazione con Garlenda o con Garda)
- Βιντιμιλίω (identificata con l'odierna Ventimiglia)
- Γενούης (identificata con l'odierna Genova)
- Σιπόντος (identificata con l'odierna Tor Tre Ponti)
- Πόρτου Ῥώμης (identificata con Porto nei pressi di Roma)
- νῆσος Κεντουκέλλε (identificata con Centocelle)
- κάστρον Εὐορίας (identificata da Conti con Montignoso in Versilia)
- κάστρον Ἀμάλφης (identificata da Conti con Castellina, frazione di Serravalle Pistoiese, e da altri con Amalfi)
- κάστρον Γεττέων (identificata da Conti con Vicchio e da altri con Gaeta)
- κάστρον Τιβερίας (identificata con Tivoli)
- κάστρον Νέπης (identificata con Nepi)
- νῆσος Κωμανίκεια (identificata con l'isola Comacina)
- κάστρον Μούλιον (ubicazione ignota)
- κάστρον Κάμψας (identificata con Conza o con Pieve di Campi)
- κάστρον Σωρεῶν (identificata con Sora)
- κάστρον Σούσας (identificata con Susa o con Sessa Aurunca)
- κάστρον Ἴλβας (identificata con l'isola d'Elba)
- κάστρον Ἀνάγνια (identificata con Anagni o con Castel Nanno)

L'identificazione di diverse città è controversa. Lo studioso Pier Maria Conti riteneva che l'ordine di elencazione delle città non fosse casuale ma fosse tale che la linea sulla mappa ottenuta congiungendo le città elencate secondo l'ordine del testo formasse una spirale che procedeva in senso antiorario verso nord; secondo tale teoria i centri citati per ultimi si troverebbero al centro del territorio mentre quelli elencati per primi si trovavano ai confini dell'eparchia; sulla base di questo criterio Pier Maria Conti avanzò le proprie proposte per l'identificazione delle città. La teoria dell'andamento a spirale di Conti, tuttavia, è stata in parte contestata da studiosi successivi, che sostengono che l'andamento a spirale è evidente solo per alcune eparchie ma non per le altre.
Secondo Pier Maria Conti l'eparchia Urbicaria comprendeva i residui possedimenti bizantini nelle province tardo-antiche di Liguria, Alpi Cozie, Tuscia, Valeria, Piceno, e l'estremo Nord della Campania. Confinava a nord con il Regno longobardo, ad est con il Ducato di Spoleto (entrambi longobardi), a sud con l'«eparchìa Kampanìas», provincia bizantina ed infine, ad ovest col mar Tirreno e con il Ducato di Tuscia.

## Storia
La Descriptio orbis romani di Giorgio Ciprio, opera geografica redatta all'inizio del VII secolo, suddivideva in cinque province o eparchie l'Italia bizantina:
- Annonaria, comprendente i residui possedimenti bizantini in Flaminia, Alpi Appennine, Emilia orientale e nella Venezia e Istria.
- Calabria, comprendente i residui possedimenti bizantini in Lucania e in Apulia meridionale.
- Campania, comprendente i residui possedimenti in Campania, in Sannio e nel Nord dell'Apulia.
- Emilia, comprendente i residui possedimenti bizantini nella parte centrale dell'Emilia, a cui si aggiungono l'estremità sud-orientale della Liguria (con Lodi Vecchio) e l'estremità sud-occidentale della Venezia (Cremona e zone limitrofe).
- Urbicaria, comprendente i residui possedimenti bizantini in Liguria, Alpi Cozie, Tuscia, Valeria, Piceno, e l'estremo Nord della Campania.

Alcuni studiosi, ritenendo attendibile la Descriptio orbis romani di Giorgio Ciprio, hanno supposto che la suddivisione dell'Italia in cinque eparchie sarebbe stata il frutto di una presunta riforma amministrativa dell'Italia attuata intorno al 580 dall'Imperatore Tiberio II. Tale riforma amministrativa dell'Italia, secondo Bavant, sarebbe stata attuata al fine di riorganizzare l'amministrazione e le difese dei residui territori bizantini nella speranza di renderli in grado di resistere agli assalti dei Longobardi, avendo ormai rinunciato a ogni velleità di scacciarli dalla penisola dopo il fallimento dei precedenti tentativi; tale riorganizzazione avrebbe anticipato la riforma dell'Esarcato, che fu realizzata alcuni anni dopo. Secondo tali autori, la nuova eparchia fu comunque abolita intorno al 584, con l'istituzione dell'Esarcato: l'imperatore Maurizio I (582-602) la sostituì col distretto militare di Roma per quanto riguarda la parte laziale, mentre la parte ligure divenne la provincia nota come Maritima Italorum; inoltre sembra che i Bizantini mantennero le coste dell'Abruzzo fino almeno al VII secolo.
Altri studiosi (come il Cosentino), invece, hanno messo in dubbio l'esistenza di questa presunta riforma amministrativa, considerando inattendibile la sezione relativa all'Italia dell'opera di Giorgio Ciprio sulla base del fatto che quest'ultimo, essendo molto probabilmente armeno, era verosimilmente poco informato sull'Italia e potrebbe aver tratto o dedotto la suddivisione dell'Italia in cinque eparchie da fonti disorganiche non direttamente riconducibili alla cancelleria imperiale; d'altronde, la presunta suddivisione dell'Italia in cinque eparchie, a dire del Cosentino, risulterebbe contraddire testimonianze coeve italiche, come l'epistolario di papa Gregorio I e le epigrafi.